# Sedalia (Missouri)
Sedalia é uma cidade localizada no estado americano de Missouri, no Condado de Pettis.

## Demografia
Segundo o censo americano de 2000, a sua população era de 20.339 habitantes.
Em 2006, foi estimada uma população de 20.669, um aumento de 330 (1.6%).

## Geografia
De acordo com o United States Census Bureau tem uma área de
31,0 km², dos quais 31,0 km² cobertos por terra e 0,0 km² cobertos por água.

## Localidades na vizinhança
O diagrama seguinte representa as localidades num raio de 20 km ao redor de Sedalia.